# 幌加內町
幌加內町（日语：／ Horokanai chō */?）為一個位於日本北海道上川綜合振興局西部的城鎮，是全日本人口密度最低的城鎮，在市町村中次於福島縣檜枝岐村和奈良縣上北山村。全日本最大的人工湖朱鞠內湖便位於此處 。當地的口號是「森林、湖泊、白色大地，通往夢幻浪漫的第二個世紀」。該口號創立於1997年，並且在幌加內町成立100週年時沿用此口號至今。
幌加內町原本屬於空知支廰，由於與鄰近的上川管轄區關係密切，2010年4月1日改隸屬上川綜合振興局。
町名源自幌加內川的阿伊努語名稱「horka-nay」，意思為倒流的河川。在1978年2月17日，該町曾測得日本史上最低氣溫攝氏零下41.2度。

## 歷史
- 1918年4月3日：幌加內村從上北龍村（現在的沼田町）分村。
- 1923年4月1日：成為北海道二級村。
- 1959年9月1日：改制為幌加內町。

## 交通

### 機場
- 旭川機場（位於東神樂町）

### 鐵路
- 北海道旅客鐵道
  - 深名線（已於1995年9月4日停駛 ）：沼牛車站 - 新成生車站 - 幌加內車站 - 上幌加內車站 - 雨煙別車站（臨時車站） - 政和溫泉車站（臨時車站） - 政和車站 - 新富車站 - 添牛內車站 - 大曲臨時停車場（日语：大曲仮乗降場） - 共榮車站 - 朱鞠內車站 - 湖畔車站（日语：湖畔駅） - 宇津內臨時停車場（日语：宇津内仮乗降場） - 蕗之台車站（臨時車站） - 白樺車站（臨時車站） - 北母子里車站

### 道路
| 一般國道 - 國道239號 - 國道275號 主要地方道 - 北海道道48號和寒幌加內線 - 北海道道72號旭川幌加內線 - 北海道道126號小平幌加內線 | 道道 - 北海道道251號雨龍旭川線 - 北海道道373號幌加內停車場線 - 北海道道528號蕗之台朱鞠內停車場線 - 北海道道688號名寄遠別線 - 北海道道729號朱鞠內風連線 - 北海道道938號伊文政和線 - 北海道道964號板谷蕗之台線 |

### 巴士
- JR北海道巴士
  - 深名線

## 觀光
| - 朱鞠內湖 - 百年記念公園 - 幌加內湖公園 | - 朱鞠內湖湖水祭（8月開始） - 嚴寒祭・夏（8月15日） - 新蕎麥祭（9月第一週的週六、日） |

## 教育

### 大學設施
- 北海道大學低溫科學研究所融雪觀測室
- 北海道大學北方生物圈領域科學中心森林圈站雨龍研究林母子里教育研究棟
- 名古屋大學太陽地球環境研究所附屬地球科學研究中心母子里觀測

### 高等學校
- 道立北海道幌加內高等學校

### 中學校
- 幌加內町立幌加內中學校

### 小學校
| - 幌加內町立朱鞠內小學校 | - 幌加內町立幌加內小學校 |

## 姊妹市・友好都市

### 日本
- 瀨戶內市（岡山縣）：原於1989年7月與牛窗町締結姊妹都市，牛窗町於2004年11月1日合併為瀨戶內市後，兩地重新締結。

## 本地出身之名人
- 山下貴史：現任深川市市長、前日本眾議院議員

## 外部連結
- （日語）朱鞠內湖淡水漁業協同組合
- （日語）旭川幌加內會